# مايكل بروس
مايكل بروس (بالإنجليزية: Michael Burrows)‏ هو مهندس وعالم حاسوب بريطاني، ولد في 1963.